# Бечерика (Мачерата)
Бечерика (итал. Becerica) насеље је у Италији у округу Мачерата, региону Марке.
Према процени из 2011. у насељу је живело 94 становника. Насеље се налази на надморској висини од 32 м.